# Cruz del Privilegio
La Cruz del Privilegio es una cruz medieval tallada en plata y cristal de roca en el siglo XV por Mateo Danyo. La Cruz se conservó durante muchos años en la Iglesia de Santa María la Mayor, para pasar más tarde a la Colegiata de San Patricio, y desde ahí a la Iglesia de San Mateo donde se conserva actualmente.
El 7 de junio de 1488 el Rey Fernando el Católico juró ante esta cruz conservar y proteger los fueros de la ciudad de Lorca, así como mantener a esta siempre unida a la Corona, al comienzo de su estancia en la ciudad para preparar las campañas definitivas que finalizaron con la conquista del Reino de Granada.